# Josh Freese
Joshua Ryan Freese, detto Josh (Orlando, 25 dicembre 1972), è un batterista statunitense.

## Biografia
Nato in Florida, ma vissuto nel sud della California dall'età di 6 mesi, Freese cresce in una famiglia di musicisti (il padre dirigeva la Disneyland Band, la madre è pianista classica), ed inizia a suonare la batteria intorno agli 8 anni studiandola professionalmente all'età di 12. Dopo tre anni inizia a registrare e suonare in piccoli tour.
Nel 1990 entra nel gruppo punk rock The Vandals, di cui rimane tuttora membro, e coi quali ha inciso tutti i dischi prodotti dal 1990, escluso Look What I Almost Stepped In... del 2000, nel quale, per impegni con gli A Perfect Circle, è stato sostituito dal batterista dei Bad Religion, Brooks Wackerman.
Nel 1991 suona nell'album Confessions del chitarrista Dweezil Zappa, figlio di Frank Zappa.
Nel corso della sua carriera ha suonato con tantissimi artisti e gruppi in qualità di batterista turnista di studio e dal vivo, con all'attivo la partecipazione in circa 2.500 registrazioni di album di Avril Lavigne, Evanescence, Bruce Springsteen, Zucchero Fornaciari, Michael Bublé, Eros Ramazzotti, Anastacia, Miley Cyrus, Bryan Adams, Sting, Melissa Etheridge, Cher, Kelly Clarkson, Joe Cocker. 
Dal 1997 al 2000 ha collaborato come turnista con i Guns n' Roses.
Nel 1998 realizza un EP di sei tracce, da lui interamente scritto e suonato, intitolato Destroy the Earth as Soon as Possible, pubblicato sotto lo pseudonimo "Princess". Nel 2000 pubblica il suo primo album, The Notorious One Man Orgy, con ospiti vari.
Dal 1 al 30 aprile 2005 accompagna Sting nel Broken Music Tour, e dallo stesso anno al 2008 è in tour con i Nine Inch Nails.
Nel 2009 pubblica il suo secondo album, Since 1972, in vendita esclusivamente presso il suo sito ufficiale.
Per tutto il 2009 è impegnato in tour con i Weezer, nuovamente con Sting, con i Vandals e con i Devo, ed è il principale batterista nell'album omonimo del chitarrista Slash (Guns N' Roses, Velvet Revolver), pubblicato il 9 aprile 2010.
Dal 2011 è membro attivo delle band The Vandals e Devo, e nello stesso periodo suona da turnista nei concerti dei Paramore in seguito all'abbandono della band del batterista Zac Farro.
Nell'agosto 2021 si è unito agli Offspring nel loro tour dopo che la band ha licenziato il loro ex batterista Pete Parada a causa del suo stato di vaccinazione contro il COVID-19.
È stato annunciato come nuovo batterista dei Foo Fighters nel corso di un concerto in live streaming il 21 maggio 2023, prendendo il posto di Taylor Hawkins, deceduto il 25 marzo 2022, per poi terminare la collaborazione il 16 maggio 2025. Lui stesso ha annunciato sui suoi social di essere stato ufficialmente licenziato dalla band dei Foo Fighters.